# Ринхомис землерийковий
Ринхомис землерийковий (Rhynchomys soricoides, 1895, Thomas) — вид своєрідних гризунів родини мишеві (Muridae). Відомий також як землерийковий щур. Відмінною рисою тварини є дуже витягнута мордочка з рухливим носом. Розміром ринхомис із звичайного пацюка, хвіст коротший, ніж тіло.
Забарвлення оливково-сіре. Корінні зуби ринхомиса зредуковані, як у селевінії. Живиться різними безхребетними (черв'яками, равликами, комахами) і м'якоттю фруктів. Дуже рідкісний і мало досліджений. Досі в руки учених потрапило лише близько десятка екземплярів з гірських лісів (на висоті 2300—2400 м) Лусону (із складу Філіппінських островів). Вид занесений в Міжнародну Червону Книгу.